# Paradrino ptlifacies
Paradrino ptlifacies là một loài ruồi trong họ Tachinidae.